# Minuciano de Atenas
Minuciano (em latim: Minucianus; em grego: Μινουκιανός) foi um ateniense do século IV, filho de Nicágoras e pai de Nicágoras. Ele atuou como retor em Atenas durante o reinado do imperador Galiano (r. 253–268). Sua eloquência foi louvada por Himério. Foi autor da Arte retórica (Τέχνη ρητορική), Progymnasmata (προγυμνάσματα) e Outras razões (Λογοί διαφοροί). A primeira edição de sua obra é a da Imprensa Aldina (Retores Gregos, Veneza, 1508, fol., vol. i. p. 731-734). Eles estão também contidos na Retores Gregos, vol. viii, de Walz e na coletânea com tradução em latim de L. Normann (Upsala, 1690, 8vo.) na qual também estão as obras de Alexandre Numênio e Foebamão.